# Més veloç que la mort
Més veloç que la mort (títol original en anglès, Speed Kills) és una pel·lícula de drama criminal estatunidenc del 2018 dirigida per Jodi Scurfield i protagonitzada per John Travolta. Es basa en el llibre homònim d'Arthur J. Harris sobre la vida de Donald Aronow, novel·lat com "Ben Aronoff". S'ha doblat i subtitulat al català.

## Repartiment
- John Travolta com a Ben Aronoff
- Katheryn Winnick com a Emily Gowen
- Jennifer Esposito com a Katherine Aronoff
- Michael Weston com a Shelly Katz
- Jordi Mollà com a Jules Bergman
- Amaury Nolasco com l'agent Lopez
- Matthew Modine com a George H. W. Bush
- James Remar com a Meyer Lansky
- Kellan Lutz com a Robbie Reemer
- Charlie Gillespie com a Andrew Aronoff
- Moran Atias com a Contessa
- Tom Sizemore com a Dwayne Franklin
- Mike Massa com a "Knocky" House
- Luis Da Silva com a "Panama"
- Keith Hudson com a "Dutch" Kramer